# Kia K4 (2014)
Kia K4 – samochód osobowy klasy kompaktowej produkowany pod południowokoreańską marką Kia w latach 2014–2020.

## Historia i opis modelu

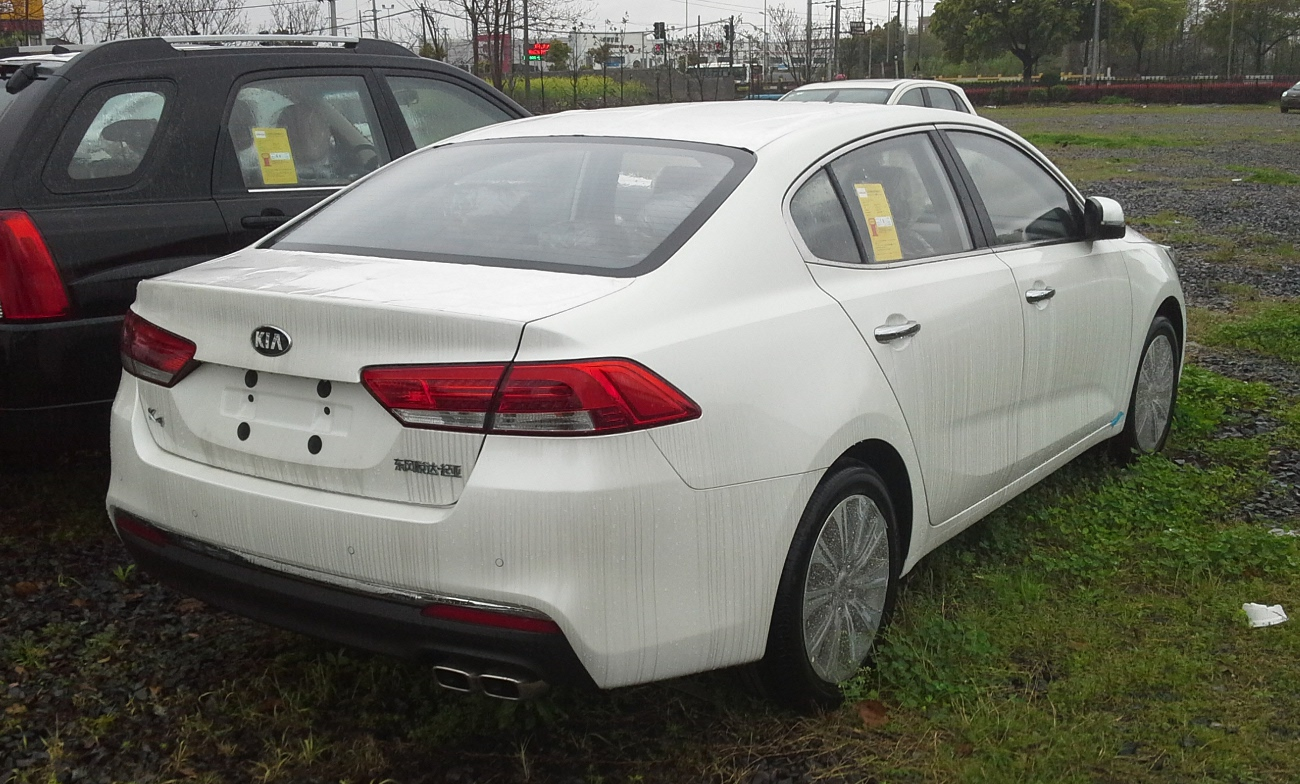
Kia K4 - tył

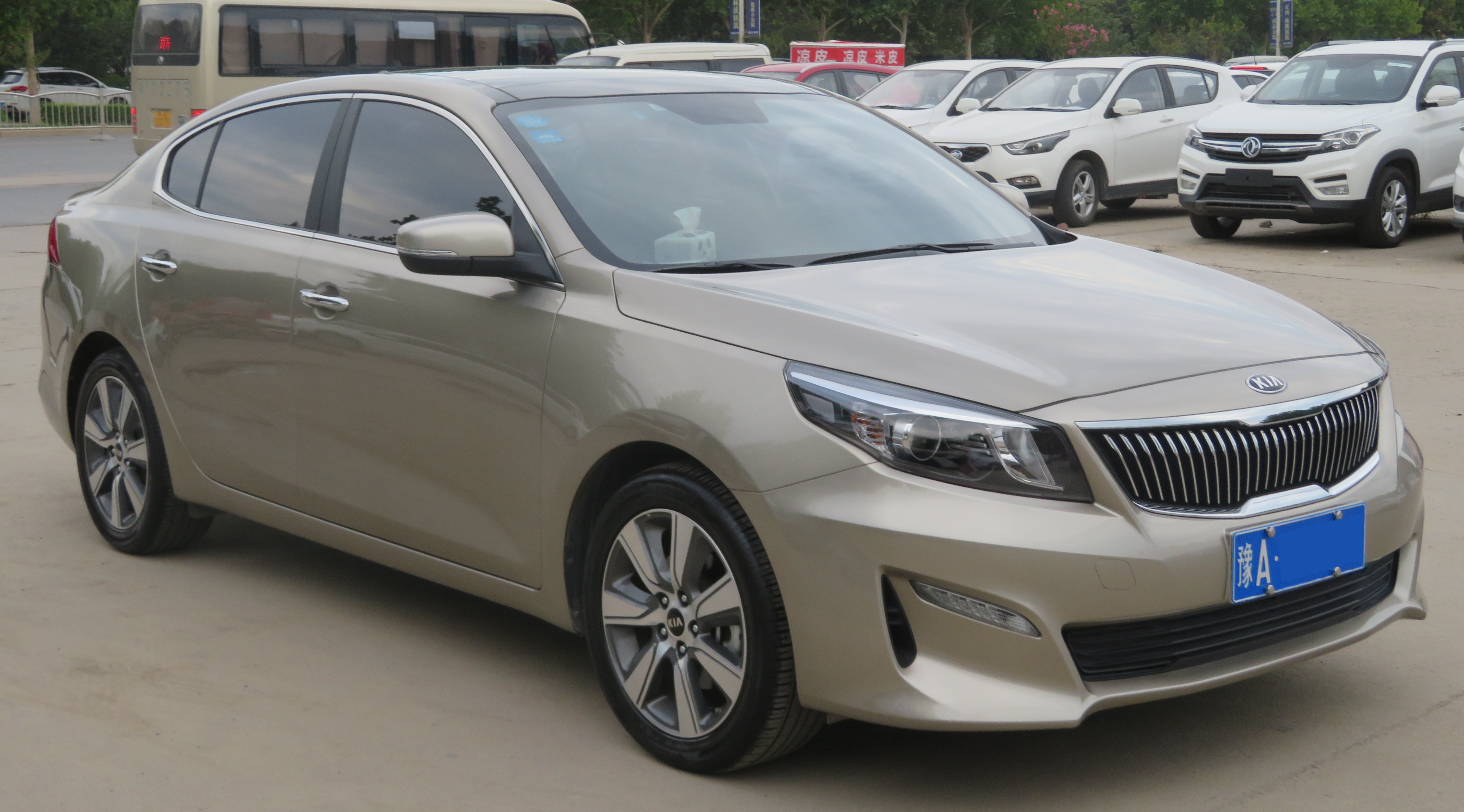
Kia K4 po liftingu

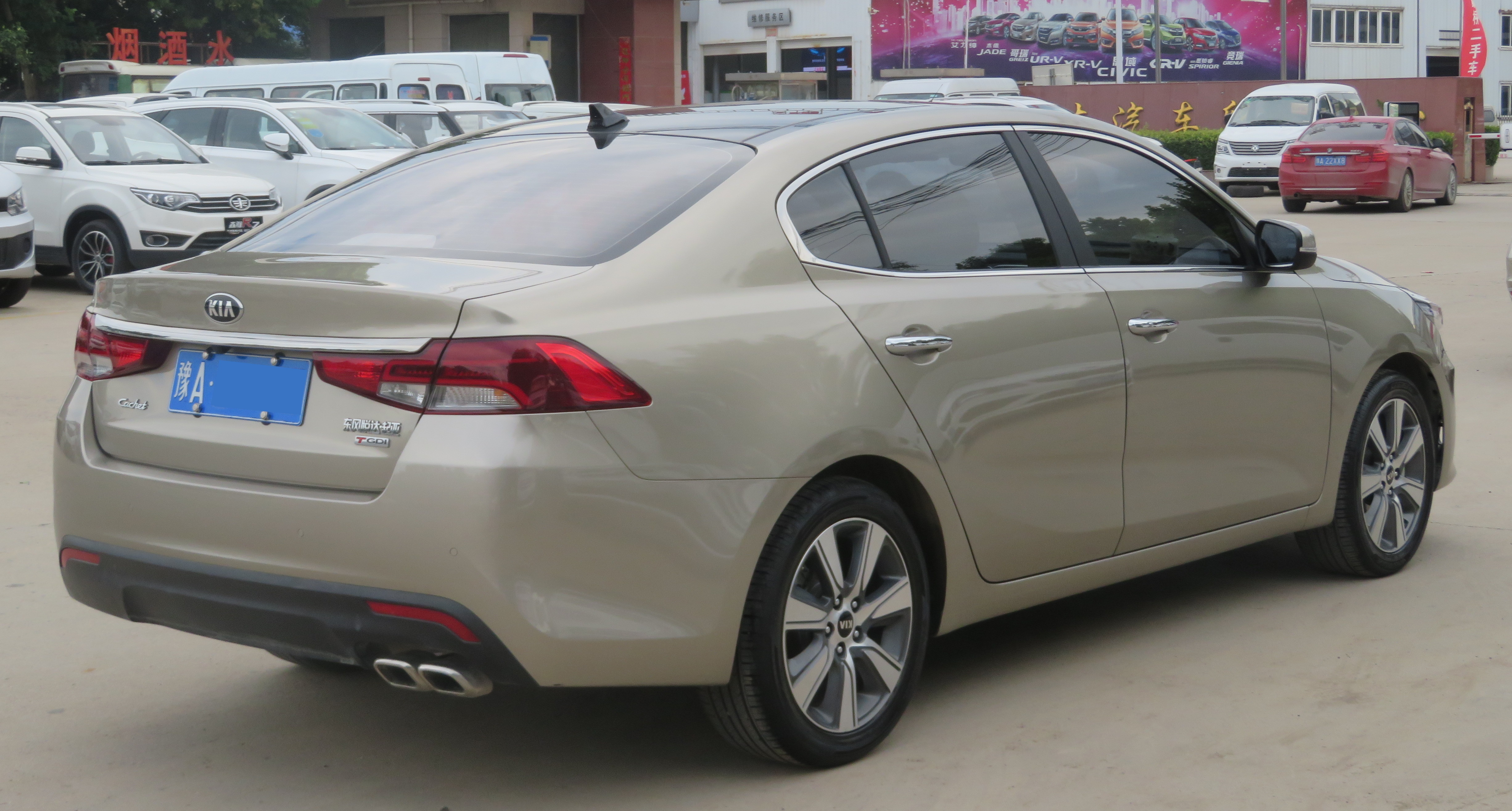
Kia K4 - tył po liftingu

Studyjną zapowiedzią pierwszego samochodu opracowanego przez Kię specjalnie na potrzeby rynku chińskiego był model K4 Concept zaprezentowany podczas targów motoryzacyjnych w Pekinie w kwietniu 2014 roku. 
Cztery miesiące po debiucie wariantu studyjnego, w sierpniu 2014 roku zaprezentowano seryjną Kię K4. Samochód utrzymano w języku stylistycznym znanym z innych globalnych konstrukcji, charakteryzując się dużą obłą atrapą chłodnicy i ostro zarysowanymi reflektorami. Samochód oparty został na platformie przedstawionego rok wcześniej pokrewnego Hyundaia Mistra.
Kabina pasażerska została zaprojektowana pod kątem wygospodarowania jak najwięcej przestrzeni w tylnym rzędzie siedzeń, co udało się zapewnić dzięki relatywnie dużemu rozstawowi osi. W zależności od wersji wyposażeniowej pojazdu, wyposażony mógł on być m.in. w światła przeciwmgłowe, system multimedialny UVO z kamerą cofania oraz 6 poduszek powietrznych.

### Lifting
W marcu 2018 roku Kia K4 przeszła obszerną restylizację nadwozia, w ramach której przeprojektowana została głównie jej przednia część. Zredukowano charakterystyczne z dotychczasowego wariantu wysunięcie atrapy chłodnicy poprzez zintegrowanie jej w linię lamp, a ponadto przeprojektowano reflektory, a także pasy diod LED do jazdy dziennej na zderzakach.

### Silniki
- R4 1.6l Turbo 175 KM
- R4 1.8l 146 KM
- R4 2.0l 194 KM